# Vojenská technika SSSR během druhé světové války

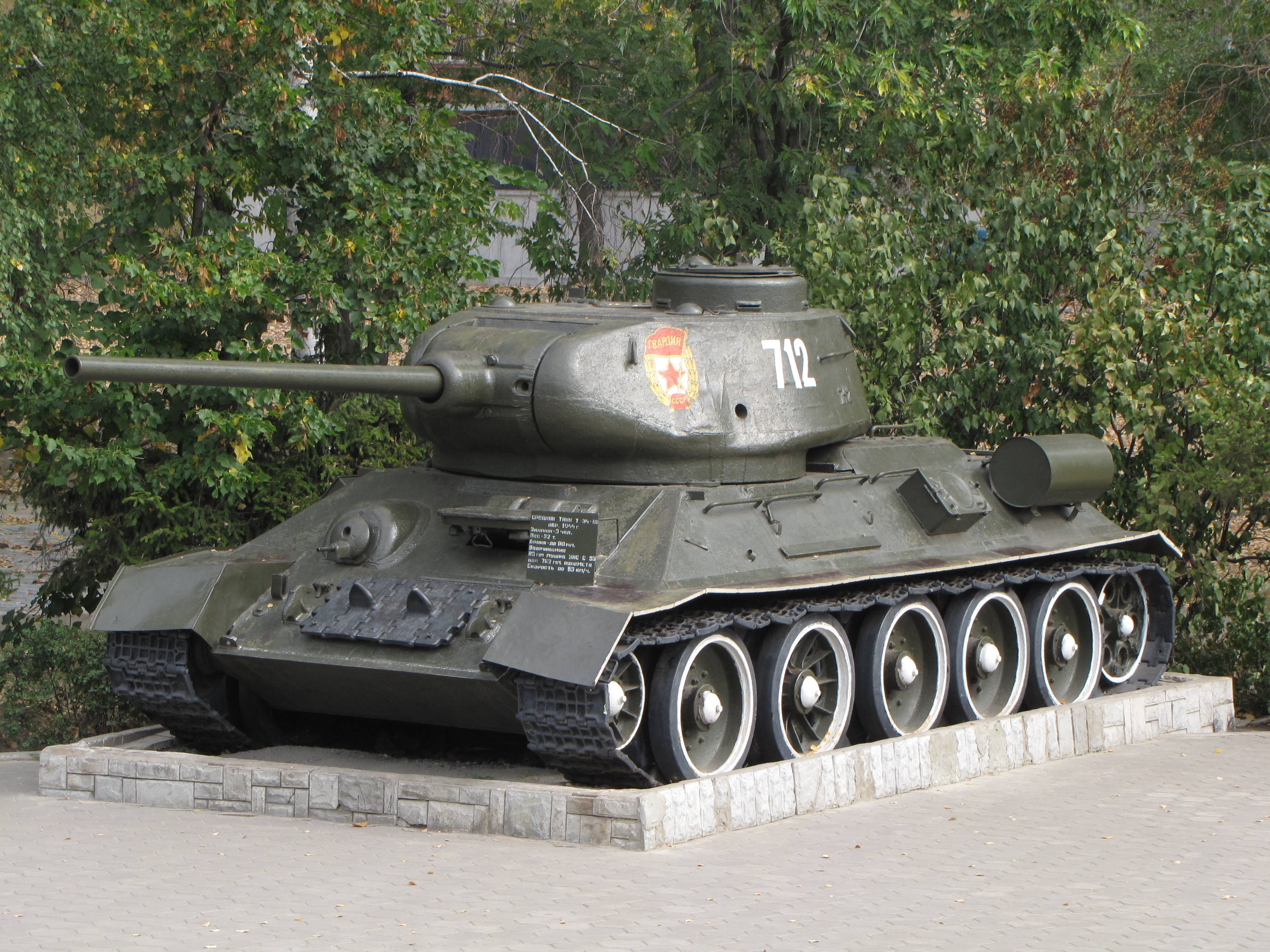
Tank T-34 - symbol vítězství ve Velké vlastenecké válce

Během 2. světové války používal Sovětský svaz značné množství svých zbraní a bojové techniky, z nichž některé se staly legendami.[zdroj⁠?!] Další bojovou techniku získal SSSR od svých spojenců. 

## Palné zbraně

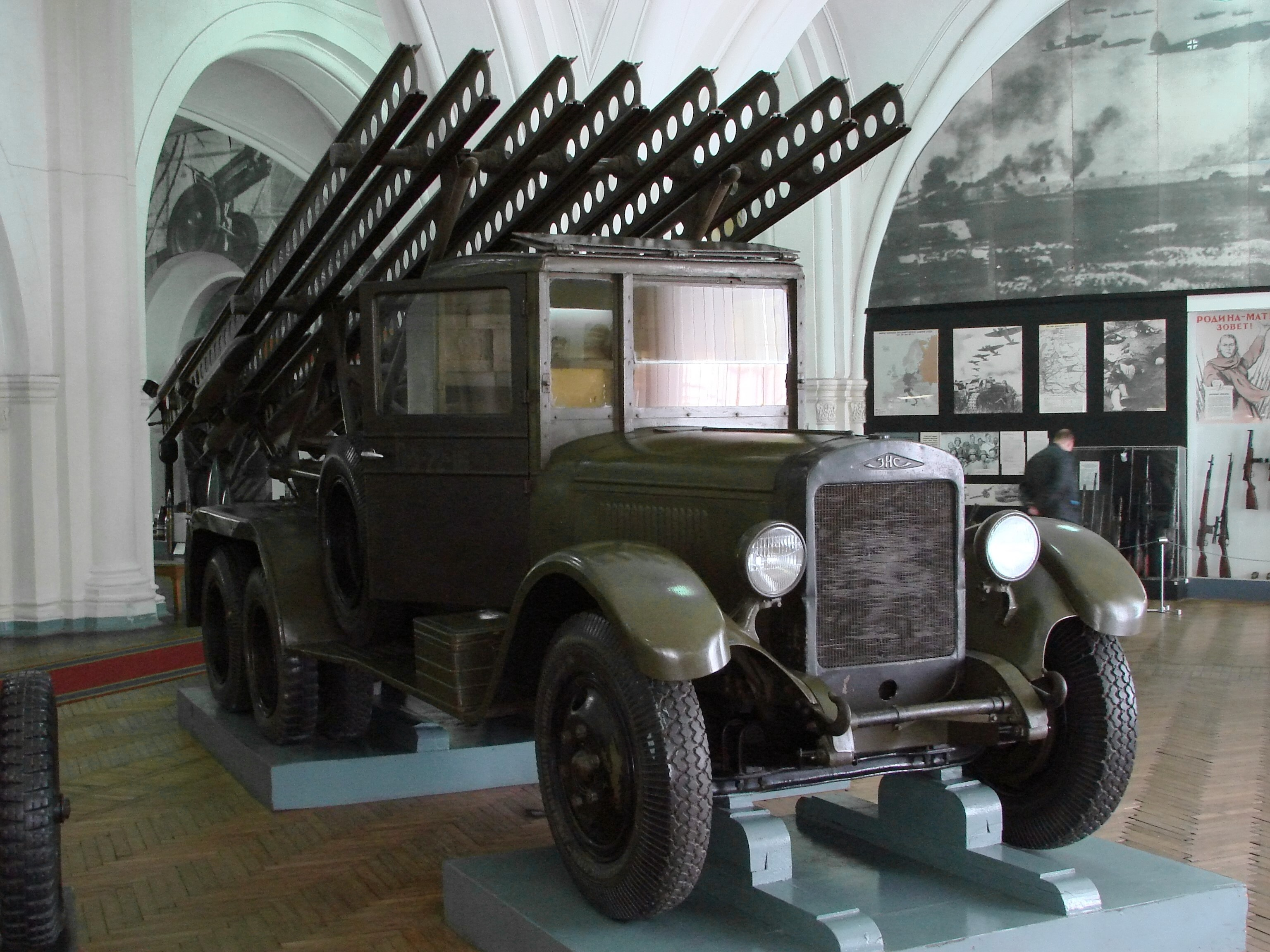
Legendární raketomet Kaťuša

## Dělostřelectvo
- 82mm minomet vzor 1937, 120mm minomet vzor 1938
- 37 mm protiletadlový kanón vz. 1939, protitankový kanón 45 mm vzor 37, protitankový kanón 45 mm vzor 42, 76,2mm divizní kanón vz. 42
- 122 mm houfnice M1938 (M-30), 152 mm houfnice vzor 1937 (ML-20), 280 mm moždíř vzor 1939 (Br-5)
- Raketomet BM 13-16 Kaťuša
- Dělostřelecký tahač JA-12, Komintern, Stalinec STZ-5, T-20 Komsomolec, Vorošilovec

## Tanky, samohybná děla, obrněná vozidla

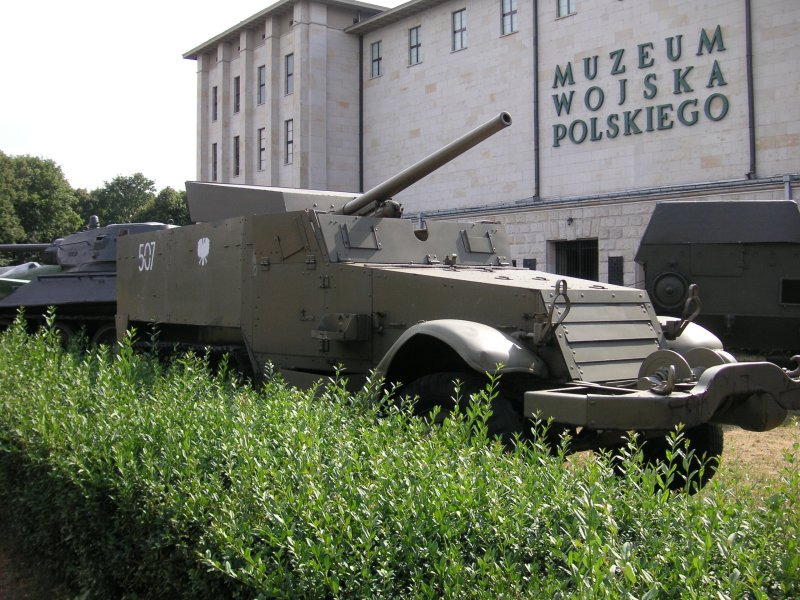
T48 57 mm GMC - jedna z obměn Half-Tracku dodávaného do SSSR

Dodávky v rámci obchodu lend-lease z Velké Británie a Kanady
- Tetrarch Mk VII - 20 kusů, Valentine Mk III - 3332 kusů, Matilda Mk II - 918 kusů, Churchill Mk IV - 253 kusů, Cromwell Mk VIII - 6 kusů, Universal carrier - 2008 kusů

Dodávky v rámci obchodu lend-lease z USA
- M3 Stuart - 1232 kusů, M5 Stuart - 5 kusů, M24 Chaffee - 2 kusy, M3 Lee - 976 kusů, M4 Sherman - 3664 kusů, M26 Pershing - 1 kus, M18 Hellcat - 5 kusů, M10 Wolverine - 52 kusů, M2 Half Track Car a M3 Half-track v různých obměnách - přes 6000 kusů

## Nákladní automobily, džípy
- sovětské: GAZ 64, GAZ 67, GAZ AA, GAZ AAA, ZIS 5, ZIS 6
- americké: Bantam BRC-40, Ford GP, Jeep Willys MB, Dodge WC, Studebaker US6

## Letadla

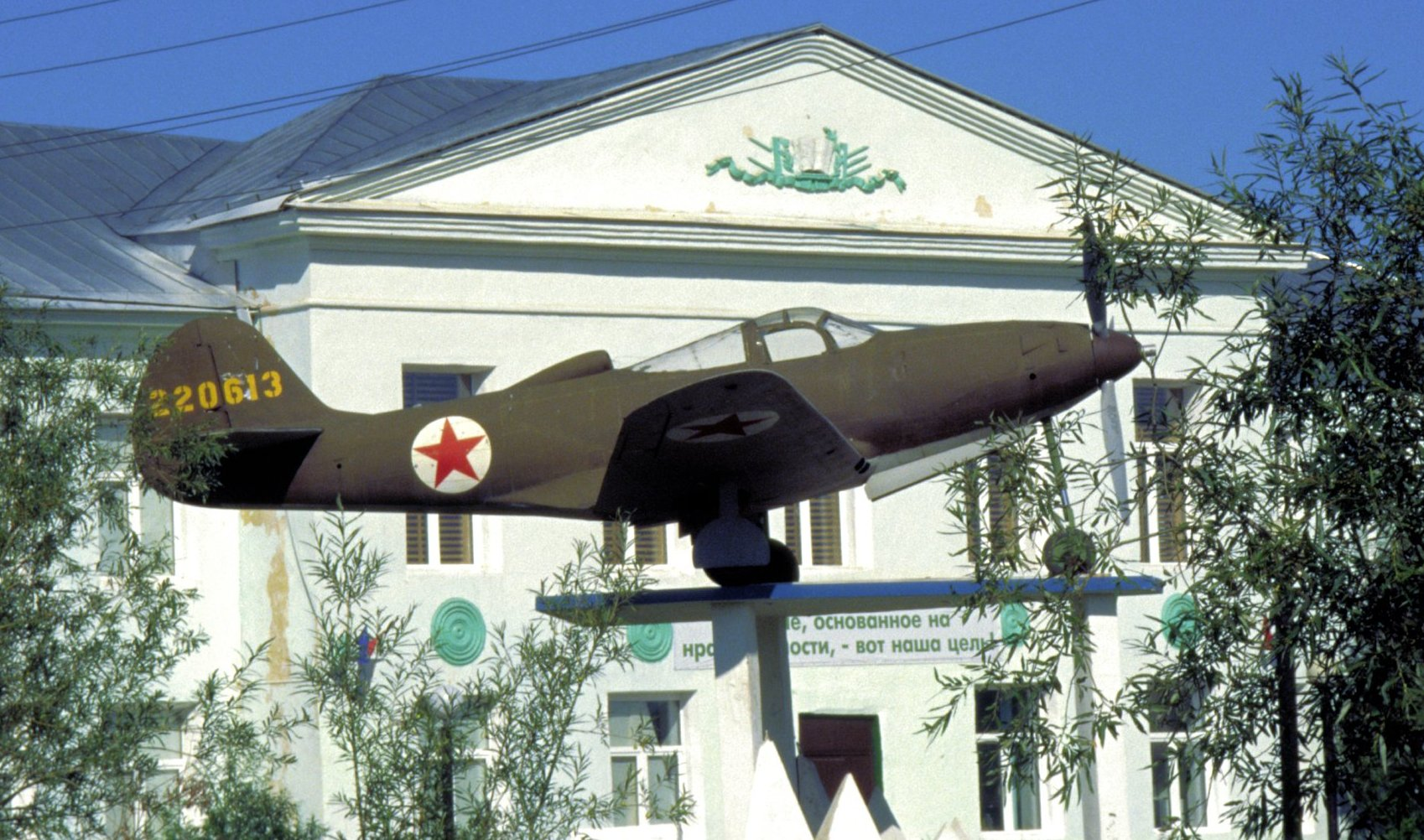
P-39 Aircobra - oblíbený letoun sovětských leteckých es

Dodávky v rámci obchodu lend-lease z Velké Británie
- Hawker Hurricane - 1983 kusů, Supermarine Spitfire - 1888 kusů

Dodávky v rámci obchodu lend-lease z USA
- P-40 Tomahawk - 247 kusů, P-40 Kittyhawk - 1887 kusů, Bell P-39 Airacobra - 4952 kusů, Bell P-63 Kingcobra - 2400 kusů, Republic P-47 Thunderbolt - 195 kusů, Douglas A-20 - 2771 kusů, B-25 Mitchell - 861 kusů

## Válečné lodě
- Aurora, Krasnyj Kavkaz, Krasnyj Krym, křižníky třídy Kirov, křižníky třídy Světlana, křižníky třídy Čapajev, Červona Ukrajina, Opytnyj, Taškent, torpédoborce třídy Gněvnyj, toprédoborce třídy Leningrad, toprédoborce třídy Storoževoj
- Ponorka Děkabrist, Kalev, Leninec, Maljutka, Pravda ponorka třídy K, ponorka třídy S, Ščuka